# Kishimoto Masashi
Kishimoto Masashi (岸本 斉史 (Ngạn-Bản Tề-Sử) sinh ngày 8 tháng 11 năm 1974 ở Okayama) là một họa sĩ truyện tranh đã được biết đến qua bộ truyện tranh nổi tiếng thế giới Naruto. Người em song sinh của Masashi Kishimoto, Kishimoto Seishi, cũng là một họa sĩ truyện tranh, tác giả của 666 Satan và Blazer Drive.
Bộ manga của anh, Naruto, được xuất bản nhiều kỳ từ năm 1999 đến năm 2014, đã bán được hơn 250 triệu bản trên toàn thế giới tại 46 quốc gia tính đến tháng 5 năm 2019. Bộ truyện đã được chuyển thể thành hai anime và nhiều bộ phim, trò chơi điện tử và các phương tiện truyền thông liên quan. Bên cạnh manga Naruto, Masashi Kishimoto  còn đích thân giám sát hai bộ phim anime kinh điển là The Last: Naruto the Movie và Boruto: Naruto the Movie, và đã đã viết nhiều truyện ngắn. Vào năm 2019, Masashi Kishimoto  đã viết Samurai 8: The Tale of Hachimaru kết thúc vào tháng 3 năm 2020. Từ tháng 5 năm 2016 đến tháng 10 năm 2020, anh giám sát việc viết manga Boruto: Naruto Next Generations bởi Kodachi Ukyō và minh họa bởi Ikemoto Mikio. Vào tháng 11 năm 2020, có thông báo rằng anh đã đảm nhận vai trò biên kịch cho bộ truyện, thay thế Kodachi.
Là một độc giả truyện tranh từ khi còn nhỏ, Masashi Kishimoto  thể hiện mong muốn viết truyện tranh của riêng mình, coi các tác giả Toriyama Akira và Otomo Katsuhiro là những người có ảnh hưởng chính đến anh. Do đó, Masashi Kishimoto đã dành vài năm để viết "shounen manga" của riêng mình cho tạp chí Weekly Shōnen Jump mà anh rất hâm mộ.

## Công việc
Masashi Kishimoto sinh ra ở Quận Okayama, Nhật Bản vào ngày 8 tháng 11 năm 1974, cùng với anh em song sinh lớn tuổi hơn của Seishi Kishimoto. Nhà của anh gần Hiroshima, nơi ông nội của anh có nguồn gốc. Ông nội của Masashi Kishimoto thường kể cho anh nghe những câu chuyện về chiến tranh và nó liên quan đến mối hận thù như thế nào. Trong thời thơ ấu của mình, Masashi Kishimoto tỏ ra thích vẽ các nhân vật trong các chương trình anime mà anh đã xem, chẳng hạn như Arale trong Dr. Slump và Doraemon trong Doraemon.
Ở trường tiểu học, Masashi Kishimoto bắt đầu xem Kinnikuman và Dragon Ball anime cùng với anh trai mình. Trong những năm tiếp theo, Kishimoto bắt đầu thần tượng Dragon Ball, người sáng tạo ban đầu Toriyama Akira, không chỉ yêu thích các bộ truyện Dragon Ball và Dr. Slump, mà còn cả Dragon Quest, một loạt trò chơi điện tử nhập vai mà Toriyama là nhà thiết kế nghệ thuật. Mặc dù không đủ tiền mua Weekly Shōnen Jump nơi Dragon Ball manga được xuất bản, anh ấy đã theo dõi bộ truyện nhờ một người bạn cùng trường người đã đăng ký tạp chí. Đến trung học, Masashi Kishimoto bắt đầu mất hứng thú với manga khi bắt đầu chơi bóng chày và bóng rổ, những môn thể thao mà anh ấy luyện tập ở trường của mình. Tuy nhiên, khi nhìn thấy tấm áp phích cho bộ phim hoạt hình Akira, Masashi Kishimoto đã trở nên thích thú với cách tạo hình minh họa và mong muốn bắt chước phong cách của tác giả bộ truyện Ōtomo Katsuhiro. Những bộ truyện khác mà anh ấy thích đọc là Jin-Roh: The Wolf Brigade; Ninku; và Ghost in the Shell.
Trong những năm cuối đời trước khi tốt nghiệp Đại học Kyushu Sangyo, Masashi Kishimoto đã dành thời gian vẽ truyện tranh và theo học tại một trường cao đẳng nghệ thuật với hy vọng trở thành một họa sĩ truyện tranh. Khi vào đại học, Kishimoto quyết định nên thử tạo một bộ truyện tranh Chanbara vì Weekly Shōnen Jump chưa xuất bản tựa nào thuộc thể loại đó. Tuy nhiên, trong cùng năm đó, Kishimoto bắt đầu đọc Blade of the Immortal của Samura Hiroaki và Kenshin Rurouni của Watsuki Nobuhiro (phần sau được xuất bản trên Weekly Shonen Jump), sử dụng thể loại nói trên. Masashi Kishimoto nhớ lại rằng anh chưa bao giờ ngạc nhiên trước manga kể từ khi đọc Akira và nhận thấy rằng anh vẫn không thể cạnh tranh với họ.
Tác phẩm đầu tay của Masashi Kishimoto là Karakuri được anh gửi cho nhà xuất bản Shueisha vào năm 1995. Bộ truyện này đã đem về cho anh giải thưởng "Hop Step Award" hàng tháng của tập san Weekly Shōnen Jump và mở ra con đường đầy triển vọng cho anh. Tháng 11 năm 1999, Naruto bắt đầu được đăng trên Weekly Shōnen Jump. Hiện tại series chính của bộ truyện Naruto đã kết thúc với 700 chương chính và một số bộ ngoại truyện. Bộ truyện cũng đã được chuyển thể thành hai bộ anime tổng cộng 720 tập, 12 phần phim lẻ (movie) và 8 phần OVA rất thành công. Hiện tại anh đảm nhiệm vai trò viết kịch bản cho series Boruto – Naruto hậu sinh khả úy.
Masashi Kishimoto cũng là người chiến thắng giải "Tân binh của năm" cho bộ truyện trong Cơ quan Văn hóa. Nó đã được chuyển thể thành hai bộ anime thành công, Naruto và Naruto Shippuden. Kishimoto đã yêu cầu Nishio Tetsuya giám sát thiết kế nhân vật của Naruto khi manga được chuyển thể thành anime. Bộ truyện tranh Naruto đã trở thành một trong những tài sản hàng đầu của Viz Media, chiếm gần 10% tổng doanh số bán manga ở Mỹ năm 2006. Tập thứ bảy do Viz phát hành đã trở thành manga đầu tiên giành được Giải thưởng Quill khi đoạt giải "Tiểu thuyết đồ họa hay nhất" vào năm 2006.
Sau phần kết của Naruto, Masashi Kishimoto đã tham gia vào "Bắt đầu một dự án kỷ nguyên mới" để kỷ niệm cả phần kết của manga và kỷ niệm 15 năm. Ở trang cuối cùng của chương cuối cùng, Weekly Shōnen Jump đã thông báo rằng một miniseries phụ, cũng do Kishimoto viết kịch bản, sẽ được phát hành vào năm 2015. Miniseries, Ngoại truyện Naruto: Hokage Đệ Thất và bí mật trong tháng mùa xuân, kéo dài từ tháng 4 đến tháng 7 năm 2015, dẫn đến buổi ra mắt Boruto: Naruto the Movie vào ngày 7 tháng 8 năm 2015, do anh giám sát và đồng sáng tác với Kodachi Ukyō. Anh ấy cũng minh họa một số light Novel lấy bối cảnh trong cùng khoảng thời gian với The Last. Khi được nữ diễn viên lồng tiếng của Uzumaki Boruto Sanpei Yūko yêu cầu tiếp tục làm phim Naruto, Masashi Kishimoto nói rằng anh ấy đang nghỉ ngơi và về mặt thể chất không thể làm như vậy.
Vào tháng 8 năm 2015, Masashi Kishimoto thông báo rằng anh đã hoàn thành những gì anh muốn làm cho bộ manga tiếp theo của mình. Là một manga khoa học viễn tưởng, bộ truyện sẽ có một nhân vật chính độc đáo, Masashi Kishimoto đã hoàn thành việc thiết kế nhân vật. Anh ấy dự định để tác phẩm vượt qua Naruto về chất lượng và dự định phát hành bộ truyện hàng tháng thông qua tạp chí kỹ thuật số Shonen Jump Plus do nỗ lực đánh thuế cần thiết cho một bộ truyện hàng tuần. Masashi Kishimoto vẫn chưa quyết định thời điểm chính thức công bố bộ truyện vì anh muốn dành thời gian cho gia đình.
Vào ngày 19 tháng 12 năm 2015, có thông báo rằng Masashi Kishimoto sẽ giám sát bộ truyện tranh hàng tháng Boruto: Naruto Next Generations (BORUTO−ボルト−) bắt đầu vào mùa xuân năm 2016. Phần ngoại truyện mới sẽ được minh họa bởi trợ lý chính của Masashi Kishimoto trên Naruto, Mikio Ikemoto, và được viết bởi đối tác viết kịch bản cho Boruto: Naruto the Movie, Ukyo Kodachi. Trước đó là one-shot "Naruto: The Path Lit by the Full Moon" do Kishimoto viết và minh họa. Trong số ra ngày 10 tháng 6 năm 2019 của Weekly Shōnen Jump đã thông báo rằng Boruto: Naruto Next Generations sẽ chuyển sang ấn phẩm chị em của tạp chí, V Jump, bắt đầu bằng Số ra ngày 20 tháng 6 năm 2019.
Vào tháng 11 năm 2020, có thông báo rằng sau 51 chương và 13 tập, Kodachi sẽ từ chức tác giả của manga Boruto: Naruto Next Generations, với Kishimoto đảm nhận toàn bộ nhiệm vụ viết và Ikemoto tiếp tục làm họa sĩ minh họa bắt đầu từ chương 52 trong phần sắp tới. Tạp chí V Jump số tháng 12, xuất bản ngày 21 tháng 11 năm 2020.

## Cuộc sống
Sống ở tỉnh Nagi, Okayama, Kishimoto Masashi đã bắt đầu nghiệp vẽ rất sớm, trước cả tuổi đi học. Từ khi còn là học sinh tiểu học, Masashi đã có ước muốn trở thành một họa sĩ vẽ truyện tranh. Một trong những bộ truyện mà Masashi Kishimoto yêu thích nhất, là bộ Doraemon nổi tiếng. Kishimoto Masashi còn là một fan bự của truyện tranh Bảy viên ngọc rồng.
Masashi Kishimoto là anh em sinh đôi của Kishimoto Seishi, tác giả của 666 Satan và Blazer Drive. Năm 2003, Masashi Kishimoto kết hôn nhưng mãi đến năm 2015 mới đi hưởng tuần trăng mật với vợ vì bận đóng phim Naruto. Trong quá trình thực hiện The Last: Naruto the Movie, Masashi Kishimoto đã nảy ra ý tưởng về việc Hyuga Hinata muốn làm một chiếc khăn quàng cổ cho Uzumaki Naruto dựa trên việc vợ anh đã từng làm điều tương tự cho anh. Vợ chồng anh có một người con trai. Con trai Masashi Kishimoto thường giận anh do hàng ngày chăm chú vào công việc vẽ truyện mà không giành thời gian cho gia đình nên Masashi Kishimoto đã tạo ra nhân vật Uzumaki Boruto là con trai của Naruto với tính cách lấy cảm hứng từ con trai mình.

## Tác phẩm

### Manga
- Truyện ngắn Karakuri (1995, thắng giải Hop Step Award, đăng trên Hop Step Award Phần 18 ('95~'96))
- Naruto pilot (1997, published in Akamaru Jump, đăng trên Naruto tập 1)
- Karakuri (Tháng 4 năm 1998 - Tháng 5 năm 1998, đăng trên Weekly Shōnen Jump)
- Naruto (21 tháng 9 năm 1999 - 10 tháng 11 năm 2014, đăng trên Weekly Shōnen Jump)
- Boruto – Naruto hậu sinh khả úy (cố vấn trực tiếp từ năm 2015)
- Samurai 8: Hành trình của Hachimaru

### Khác
- UZUMAKI MASASHI KISHIMOTO[27]
- NARUTO  MASASHI KISHIMOTO
- UZUMAKI NARUTO MASASHI KISHIMOTO[28]
- Sách "Lâm Thư" (Sách thông tin thứ nhất)(NARUTO -ナルト- 秘伝・臨の書 キャラクターオフィシャルデータBOOK, NARUTO Hiden: Rin no Sho Kyarakutā Ofisharu DētaBOOK)[29]
- Sách "Binh Thư" (Sách thông tin thứ hai) (NARUTO -ナルト- 秘伝・闘の書 キャラクターオフィシャルデータBOOK, NARUTO Hiden: Tō no Sho Kyarakutā Ofisharu DētaBOOK)[30]
- Sách "Đấu Thư" (Sách thông tin thứ ba)(NARUTO -ナルト- 秘伝・者の書 キャラクターオフィシャルデータBOOK, NARUTO Hiden: Sha no Sho Kyarakutā Ofisharu DētaBOOK)[31]
- Sách "Giả Thư" (Sách thông tin thứ tư) (NARUTO -ナルト- 秘伝・陣の書 キャラクターオフィシャルデータBOOK, NARUTO Hiden: Jin no Sho Kyarakutā Ofisharu DētaBOOK)[32]
- The Naruto Secret: Scroll of Soldiers Official Fanbook (Fanbook thứ nhất) (NARUTO -ナルト-秘伝・兵の書 オフィシャルファンBOOK, NARUTO Hiden: Hyō no Sho Ofisharu FanBOOK)
- The Naruto Secret: Scroll of Everyone Official Fanbook (Fanbook thứ hai) (NARUTO -ナルト- 秘伝・皆の書 オフィシャルファンBOOK, NARUTO Hiden: Kai no Sho Ofisharu FanBOOK)
- PAINT JUMP: Những bức vẽ của Naruto[33]

### Dự án NARUTO: Tân thời đại khai mạc (ＮＡＲＵＴＯ‐ナルト‐新時代開幕プロジェクト,Naruto: Shinjidai Kaimaku Purojekuto)
1. Naruto Bí truyện: Liệt thư [The Naruto Secret: Scroll of Line Official Movie Guidebook (NARUTO -ナルト- 秘伝・列の書 オフィシャルムービーガイドBOOK, NARUTO Hiden: Retsu no Sho Ofisharu Mūbī GaidoBOOK)]
2. Naruto thiên: Phong thư [The Naruto Exhibition Official Guestbook New Style: Scroll of Wind (NARUTO -ナルト-展オフィシャルゲストBOOK 新伝・風の書, Naruto-ten Ofisharu GesutoBOOK Shinden: Fū no Sho)]
3. Naruto thiên: Lôi thư [The Naruto Exhibition Premium Fanbook New Style: Scroll of Thunder (NARUTO -ナルト-展プレミアムファンBOOK 新伝・雷の書, Naruto-ten Puremiamu FanBOOK Shinden: Rai no Sho)]
4. Naruto ngoại truyện: Hokage đệ thất & Mùa hoa đỏ [Naruto Gaiden: The Seventh Hokage and the Scarlet Spring (NARUTO -ナルト- 外伝 ～七代目火影と緋色の花つ月～, Naruto Gaiden: Nanadaime Hokage to Akairo no Hanatsuzuki)]
5. Naruto Bí truyện: Tại thư [The Naruto Secret: Scroll of Country Official Moviebook (NARUTO -ナルト- 秘伝・在の書 オフィシャルムービーBOOK, NARUTO Hiden: Zai no Sho Ofisharu MūbīBOOK)]